# Pieter Sonmans

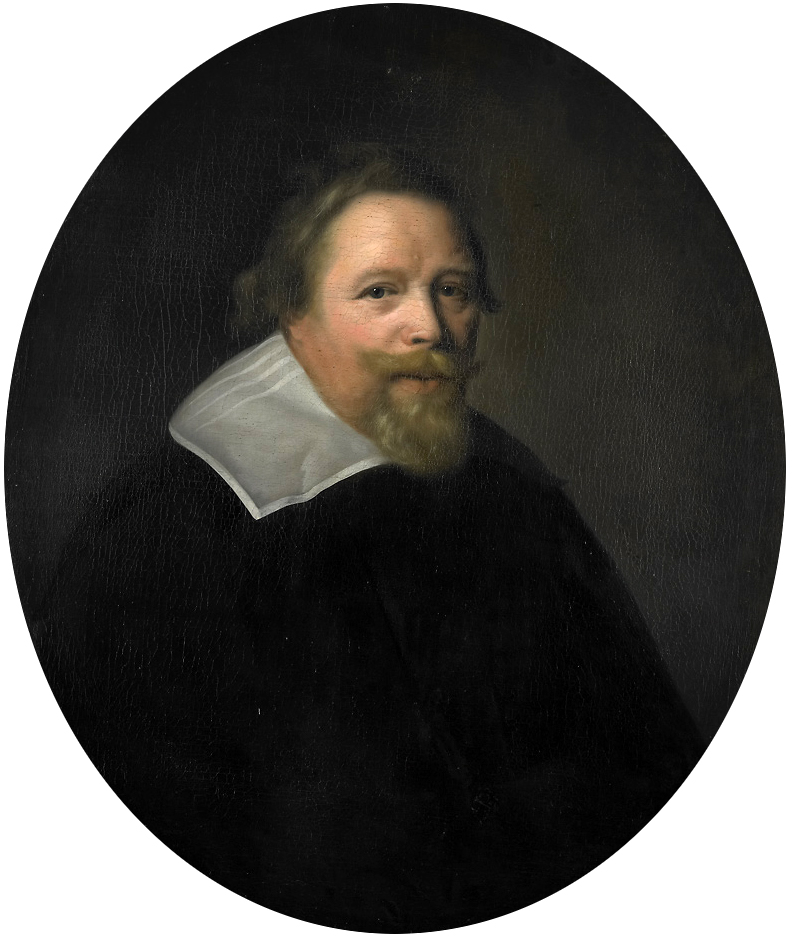
Pieter Sonmans

Pieter Sonmans (1588-1660) werd in 1631 gekozen tot bewindvoerder van de VOC kamer te Rotterdam.
Geboren ± 1588 te Rotterdam, overl. aldaar 22 Oct. 1660, was een zoon van Jacob Sonmans en Anneken Aert Pelsd. Bij het veranderen der regering door Prins Maurits werd hij in 1618 tot lid der vroedschap verkozen, wat hij tot zijn dood bleef. In die lange periode heeft hij nog allerlei andere stedelijke betrekkingen bekleed, onder andere was hij herhaaldelijk gedeputeerde ter dagvaart tussen 1621 en 1660, dikwijls burgemeester tussen 1636 en 1652 en bewindhebber der O.-I.C. van de kamer Rotterdam sinds 1631. Pieter Sonnemans huwde als weduwnaar op 20 oktober 1623 te Delft met Maria Robbrechts van Schilperoort.

## Schilderij
Het portret is van de hand van Pieter van der Werff, en is tussen 1695 en 1722 vervaardigd. Het behoort tot een reeks portretten van bewindvoerders van de VOC te Rotterdam afkomstig uit het Oostindië Huis aan de Boompjes; collectie Rijksmuseum Amsterdam.